# السلم الخلفي (فلم)
السلم الخلفي فيلم دراما مصري للمخرج عاطف سالم عام 1973  عن قصة وسيناريو وحوار كامل الحفناوي. الفيلم من بطولة حسن يوسف وميرفت أمين ونور الشريف وتدور الأحداث حول المجتمع في فترة مضطربة بعد حرب 1967، وهناك نماذج متعددة من المواطنين: ما بين العلاقات غير المشروعة، والإدمان الجنسي، والفشل الدراسي، والبحث عن المال.. إلخ.
صدر الفيلم إلى دور العرض المصرية في 3 ديسمبر 1973.
منح موقع قاعدة بيانات الأفلام العربية «السينما.كوم» الفيلم درجة 6.1/ 10.
تصنيف الفيلم الرقابي: للمشاهد أكبر من 16 سنة 

## طاقم التمثيل
| - حسن يوسف: سامي عمر (ابن مالك العمارة) - ميرفت أمين: سهير (الزوجة الجميلة) - نور الشريف: محمد محمود (ابن بواب العمارة) - عبد الخالق صالح: عمر (مالك العمارة) - علية عبد المنعم: والدة سامي - نيفين: نيفين عمر (ابنة مالك العمارة) - حسن البارودي: محمود (بواب العمارة) - روبير صايغ: الساكن الغامض | - موفق بهجت: فؤاد (قائد الفرقة الموسيقية) - صفاء أبو السعود: نوسة (الخادمة) - المطربة ندى: أزهار (الموظفة) - آمال شريف: الزوجة القاسية - دينا عبد الله: فتحية (الخادمة الصغيرة) - غسان مطر: عزت (الذئب البشري) - كوثر العسال: فردوس (زوجة عزت) | - فاطمة مظهر: تيتي (شقيقة فردوس) - عبد المنعم إبراهيم: الموظف عثمان (زوج سهير) - حامد مرسي: مدير شركة عثمان - حسين إسماعيل: مدبولي (ساعي الشركة) - صلاح المصري: الطبيب - كوثر رمزي: خادمة عثمان وسهير - كوثر شفيق: سعاد |

بالاشتراك مع: حسين الإمام – نجوى فؤاد – فيفي عبده – نعيمة الصغير - قيس عبد الفتاح – أحمد شكري – إبراهيم صبري – حسن توتاله – هاني كوتة – حلمي حليم – خديجة محمود – عبد المنعم النمر – كريمة الشريف – صلاح العجوز – سيد أحمد – أمين منصور – حلمي هلالي – سعيدة جلال – أحمد نبيل.

## تطور أبطال الفيلم
تحدثت الصحف والمجلات الفنية في السبعينات عن قصة حب جمعت النجمة ميرفت أمين والمطرب السوري موفق بهجت  الذي شاركها في واحد من أشهر أفلامها وهو فيلم «السلم الخلفي»، حيث كتب موقع جولولي وموقع لايف نيوز أن أول أزواج الفنانة ميرفت أمين هو المطرب السوري موفق بهجت الذي ارتبطت به في سن مبكرة من حياتها وأثناء تصوير فيلم «السلم الخلفي»، وبعد فترة قصيرة انفصلت ميرفت عن موفق بعدما القي القبض عليه في لبنان بقضية مخدرات مشهورة وأعلنت لاحقاً ندمها على هذا الزواج الذي استمر سنة وثمانية أشهر وجاء في سن لم تكن قادرة على الحكم الصحيح حسب قولها، ولم يبقى من تلك العلاقة سوى فيلم «السلم الخلفي» الذي جمع بينهما لكن لم يجمع بينهما أي مشهد في الفيلم وتعرض للمنع من العرض بسبب جرأته الشديدة.

## أغاني وموسيقى الفيلم
الموسيقى التصويرية: فؤاد الظاهري
كلمات الأغاني: حسين السيد – جمال الهاشمي
مجنون بحبك يا جارة: غناء موفق بهجت
نوسة: غناء صفاء أبو السعود

## أحداث الفيلم
يستخدم بعض السكان السلم الخلفي لأحد العمارات الكبرى، والمخصص للخدم، لأغراض أخرى غير الصعود والهبوط. مالك العمارة هو السيد عمر (عبد الخالق صالح) لديه ابن فاسد هو سامي (حسن يوسف)، رسب في الثانوية العامة عدة سنوات، ولديه الكثير من رفقاء السوء يقضي معهم سهراته، مستغلاً سيارة والده، والمال الذي يحصل عليه من والدته (عليه عبد المنعم)، ويستخدم السلم الخلفي ليتسلل عائداً للبيت ليلاً، حتى لايراه والده متأخراً ومخموراً، وعندما يمنعه والده من قيادة سيارته، يتفق مع رفقاء السوء على سرقة السيارات للتنزه بها ثم إعادتها، ولكن عندما يحتاجون للمال يقومون ببيع السيارة، ويصبحوا محترفي سرقة سيارات. نيفين عمر (الوجه الجديد نيفين) هي ابنة مالك العمارة، وهي معجبة بطموح محمد (نور الشريف) ابن البواب محمود (حسن البارودى)، والذي يزاملها في الكلية، وتتواصل معه من خلال السلم الخلفي، وتحاول مساعدته بإعارته للكتب. الرجل الغامض (روبير صايغ)، لا يستخدم السلم الطبيعي للعمارة، ولكنه يدخل ويخرج من السلم الخلفي، ولايتواصل مع أي من السكان أو الخدم، وهناك أيضاً فرقة موسيقية تحت قيادة فؤاد (موفق بهجت)، تعثرت في دفع إيجار البيت لعدة شهور وتستخدم السلم الخلفي هرباً من البواب، الذي يحصل الإيجارات، ويعتمدون في تناول بعض الأطعمة، وأحياناً دفع جزء من الإيجار، على الخادمة نوسة (صفاء أبو السعود)، التي تهوى الرقص والغناء، وتحلم بالإنضمام للفرقة، لإشباع هوايتها أولاً، ثم للإحتراف بعدها، وذلك بعد أن تتحسن أحوال الفرقة، ولذلك تهمل الرضيع حمادة أبن مستخدمتها الموظفة أزهار (المطربة ندى)، وتتواصل نوسة مع الفرقة في غياب سيدتها، من خلال السلم الخلفي. هناك أيضاً الزوجة (آمال شريف) القاسية التي تقسو على الخادمة الصغيرة فتحية (دينا عبد الله) وتحملها أكثر من طاقتها، وتعذبها إذا أخطأت، وعندما تكسر صحناً، تطاردها السيدة لتحرقها بالنار، وتفر الطفلة وتلقي بنفسها من السلم الخلفي، لتلقى مصرعها، وتلقي الشرطة القبض على البواب وإبنه. يسكن في العمارة أيضاً الذئب البشري عزت (غسان مطر)، الذي يعيش مع زوجته الحامل فردوس (كوثر العسال)، والتي استقدمت شقيقتها الطالبة تيتي (فاطمة مظهر) لتعاونها في شهرها الأخير للحمل، ويستغل الذئب عزت الموقف ويتودد إلى تيتى، وعند ذهاب زوجته للمستشفى لتضع حملها، يقوم عزت بالتحرش بشقيقة الزوجة، مستغلاً سذاجتها وقلة خبرتها، وضعفها أمامه فتفقد عذريتها، ويعدها بالزواج بعد أن يطلق شقيقتها.
يسكن العمارة أيضاً الموظف عثمان (عبد المنعم إبراهيم)، المتزوج حديثاً من الجميلة سهير (ميرفت أمين)، وأمام حبه الكبير لها، وطمع الآخرين فيها، وغيرته الشديدة عليها، يفقد قدرته الجنسية، ويبدو عاجزاً أمام سحرها، ولا يستطيع إشباع نهمها إليه، بعد أن عزلها عن الناس، وتتحمل سهير حالة زوجها بسبب حبه لها، وحبها له، ويلجأ عثمان لساعي الشركة التي يعمل بها، مدبولى (حسين إسماعيل) الذي يمده بكل أنواع الحبوب، والوصفات الشعبية دون جدوى، ويجد أن حالته ميئوس منها، فيطلب من حبيبته سهير الإنفصال، ولكنها تهدئ من روعه، وتطلب منه اللجوء إلى الطبيب (صلاح المصري)، الذي فطن لحالته النفسية، وينصحه بالابتعاد عن زوجته لبعض الوقت، حتى يستعيد ثقته بنفسه، وبالفعل يتركها عثمان ويسافر، بعد أن أمدها بخادمة (كوثر رمزي) لتساعدها في غيابه، ولكن الخادمة تتواصل مع الجار الذئب عزت، من خلال السلم الخلفي، لتكون واسطة شيطان، بين عزت وسيدتها سهير. تقاوم سهير إغراءات عزت، الذي أراد إستغلال عجز زوجها، في إشباع نهمها الجنسي، وتسهل الخادمة له دخول البيت، لينفرد بسهير التي ذابت في أحضانه وضعفت مقاومتها له، ويصل عثمان للمنزل بعد أن استعاد لياقته المفقودة، فيهرب عزت من السلم الخلفي، وينجح عثمان مع زوجته، مما يسعد سهير، وتطلب من عثمان طرد الخادمة، والانتقال لمسكن آخر.
تلتحق نوسة بالعمل مع الفرقة الموسيقية وترقص وتغنى، وتنجح الفرقة في عملها بالكباريهات، بينما تفطن الشرطة لظاهرة سرقة السيارات، فتتوقف العصابة عن نشاطها، وتغير نشاطها لسرقة المنازل، وكانت البداية بسرقة بيت عمر والد سامي، ويتواصل نشاطهم حتى تتمكن الشرطة من القبض عليهم، بينما يتم الإفراج عن البواب وإبنه، الذي يرى أن الفارق كبير بينه وبين ابنة صاحب العمارة، الذي أصيب بالشلل فور علمه بالقبض على ابنه سامي، ومن السلم الخلفي تتمكن الشرطة من القبض على الرجل الغامض، الذي يتضح أنه مهرب ومزور للنقود، ويعثروا على عزت هابطاً من السلم الخلفي، ويتم القبض عليه بعد أن أبلغت عنه تيتي.

## وصلات خارجية
- مقالات تستعمل روابط فنية بلا صلة مع ويكي بيانات
- السلم الخلفي على الدهليز
- السلم الخلفي على كاروهات
- السلم الخلفي على يوتيوب